# Castelul Berg (Bavaria)

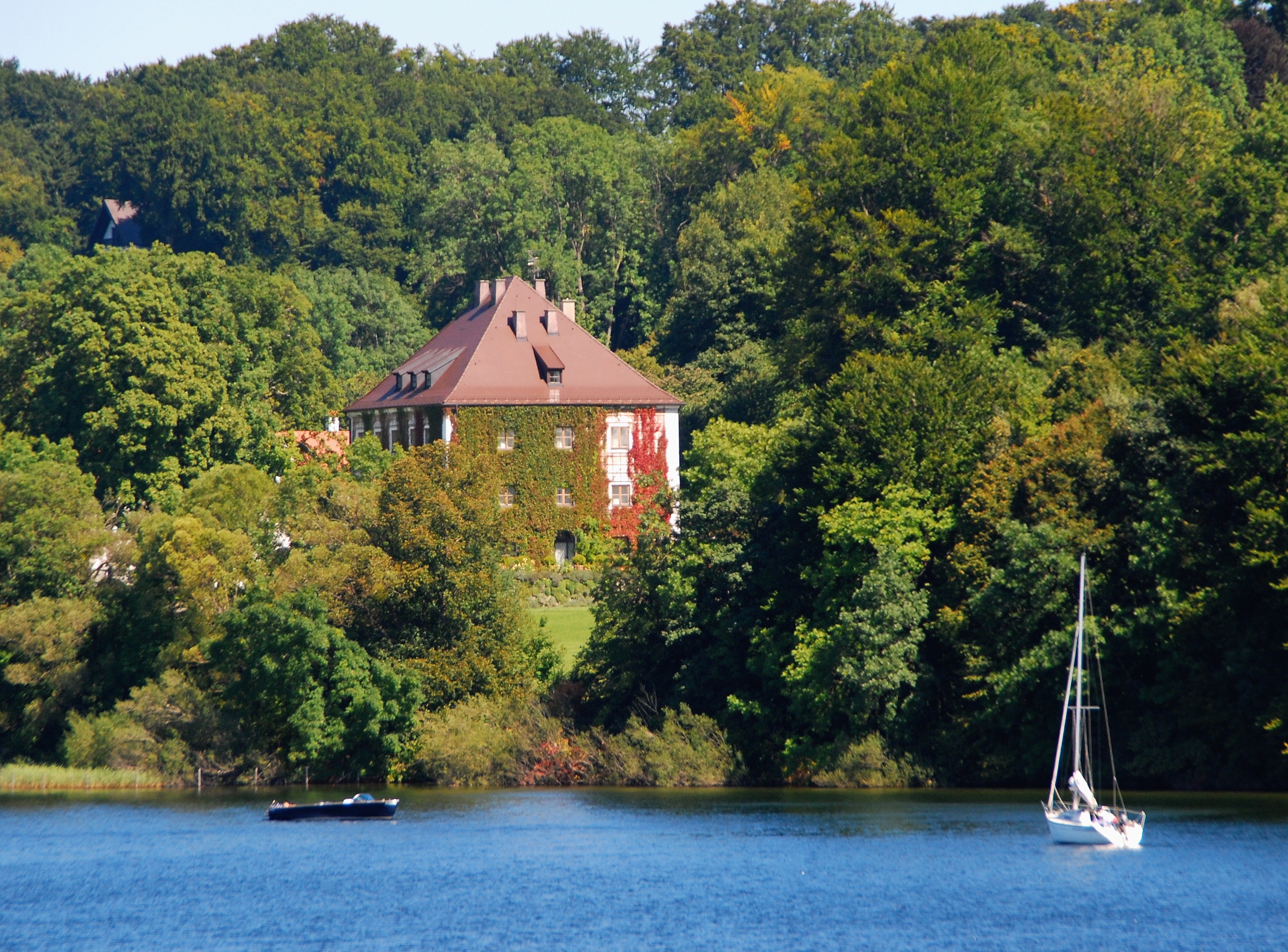
Castelul Berg

Castelul Berg este situat pe malul estic al Lacului Starnberg, în zona comunei Berg, în districtul Starnberg din Bavaria Superioară. A devenit cunoscut în legătura cu moartea tragică a regelui Ludovic al II-lea al Bavariei în 1886.

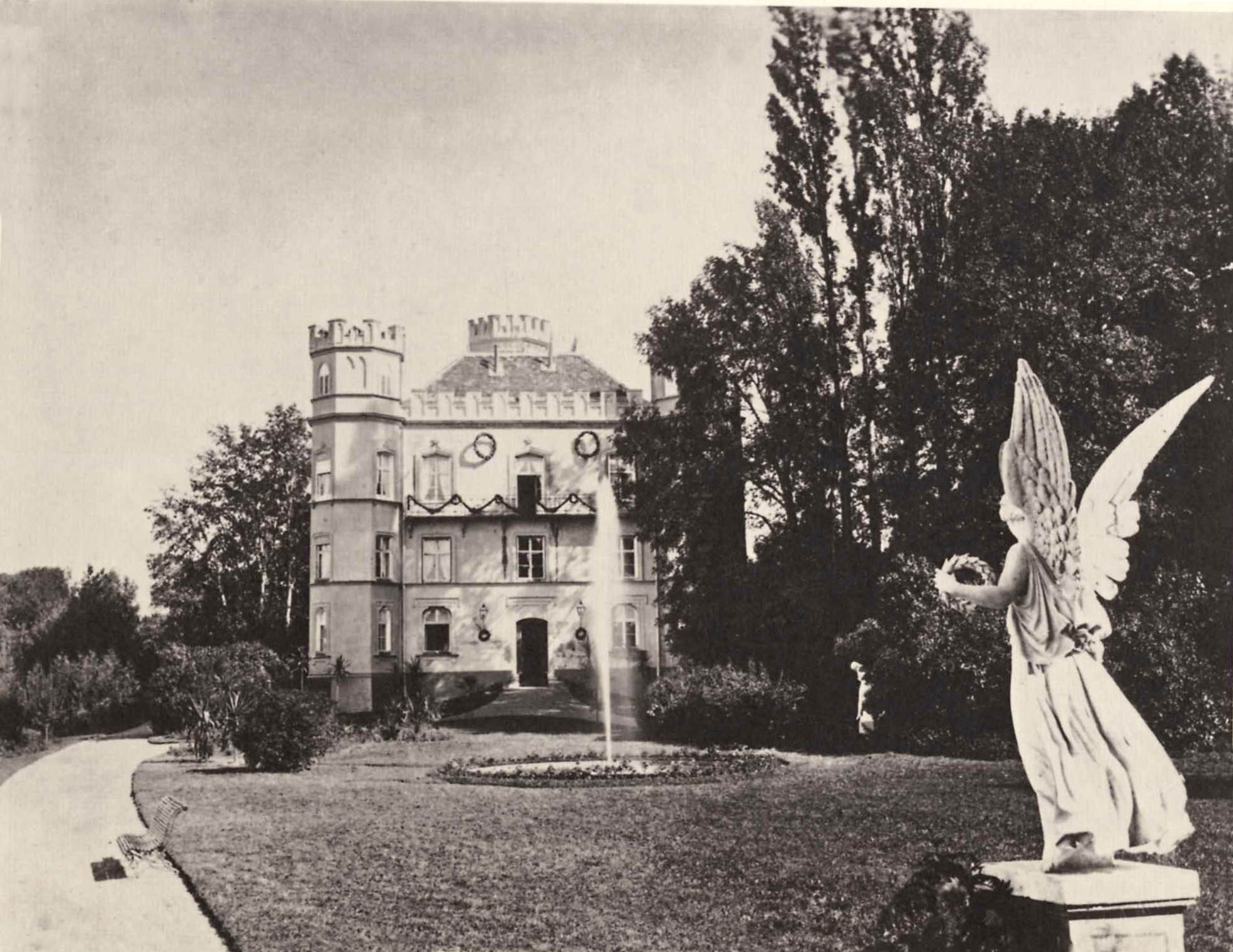
Castelul Berg în 1886

## Istoric

### Secolul al XVII-lea până al XIX-lea

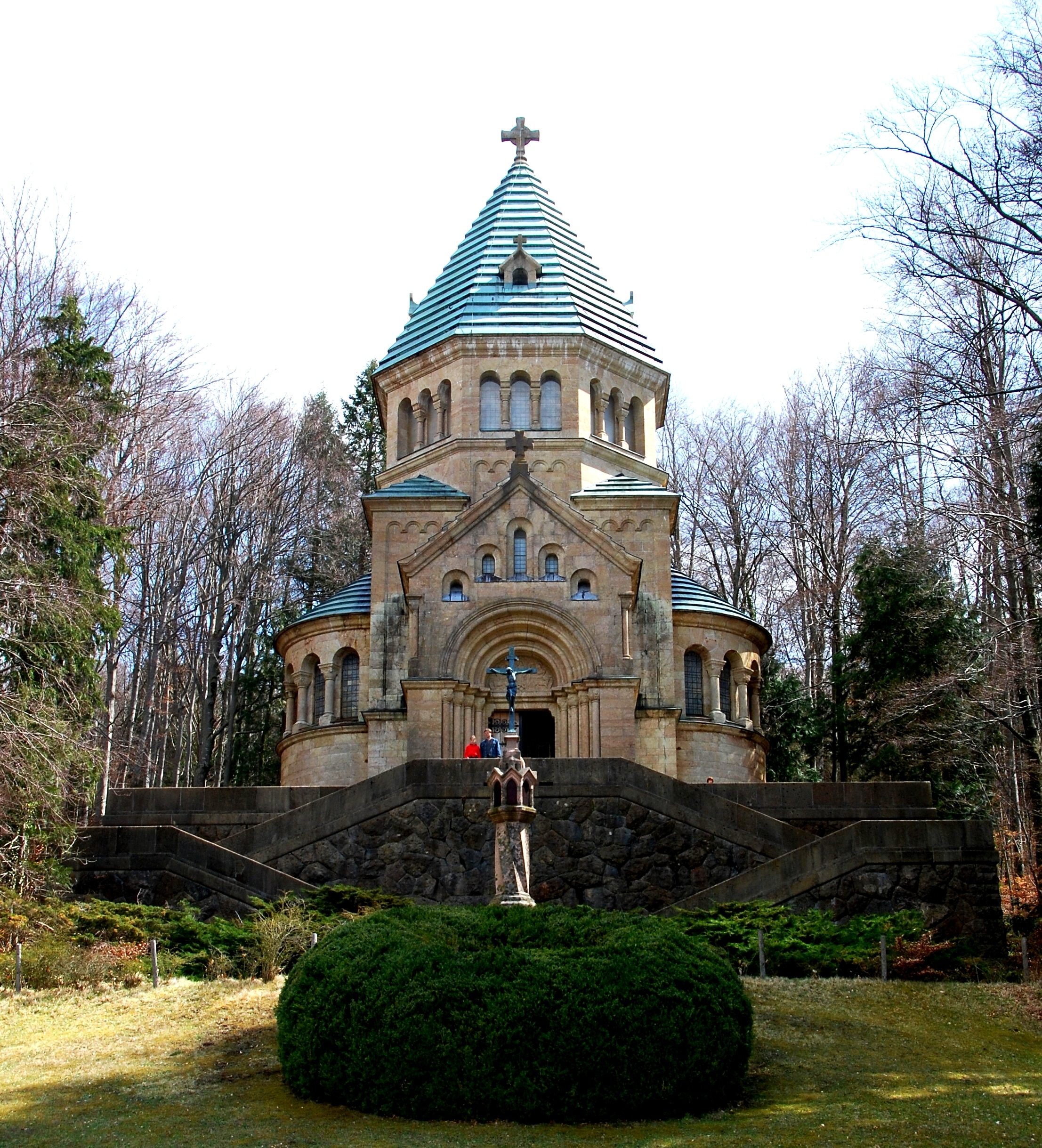
Capela votivă

În 1640, baronul Hans Georg Hörwarth von Hohenburg (1588-1657), jurist, consilier secret, cancelar de peisaj și director al camerei de finanțe bavarez a construit castelul în stilul unei vile italiene. Șase ani mai târziu, electorul Ferdinand Maria, Elector de Bavaria a cumpărat castelul și terenurile aferente. În această perioadă au avut loc în mod regulat festivități zgomotoase și petreceri de vânătoare. Succesorii lui Ferdinand, electorul Maximilian al II-lea, Maximilian al III-lea, Karl și Karl Theodor nu au fost interesați, în special de festivaluri și apariții publice. Astfel parcurile au fost sortite abandonului. 
Abia în jurul anului 1830, când regele Ludovic I al Bavariei a preluat palatul și vechia splendoare precum viața socială au revenit. El a amenajat parcul în stilul englezesc, a renovat întregul castel și a reînnoit interiorul. Sub regele Maximilian al II-lea, cele patru turnuri ale castelului au fost construite în jurul anului 1850, iar proprietatea a fost extinsă prin cumpărări. Un mic port propriu a rotunjit proiectul.
Castelul este adesea asociat doar cu regele Ludovic al II-lea. El l-a folosit drept reședință de vară. Pentru mulți ani, monarhul a direcționat toate afacerile guvernamentale importante de aici, de la 11 mai până la sfârșitul lunii octombrie. De acea a fost chiar instalată o linie telegrafică de la München. 
În 1868, țarina rusească Maria Alexandrovna a venit la Berg la invitația regelui. Ludwig a părăsit castelul în timpul vizitei sale și l-a aranjat somptuos pentru această ocazie. De altfel, castelul a fost mobilat destul de simplu. În parc, Ludwig a instalat „chioșcul maur”, pe care Franz von Seitz (1817-1883) îl construise de fapt pentru Reședința din München⁠(de)[traduceți], anume pentru acoperișul al grădinii de iarnă, iar în 1876 a alăturat palatului încă o capelă mică.
După ce regele a fost acuzat de incompetență în iunie 1886, a fost declarat iresponsabil, arestat și dus la Castelul Berg. Ludovic a crezut că și-ar putea muta acolo reședința permanentă, dar politicienii deciseră deja că clădirea avea să aibă funcție de închisoare pe viață.  La doar o zi mai târziu, pe 13 iunie, el și medicul său, profesorul Bernhard von Gudden, nu s-au întors de la o plimbare. Conform versiunii oficiale, amândoi s-au înecat în Lacul Starnberg. Trupul neînsuflețit al regelui a fost găsit aproape de mal. După moartea sa, castelul a fost transformat într-un muzeu.

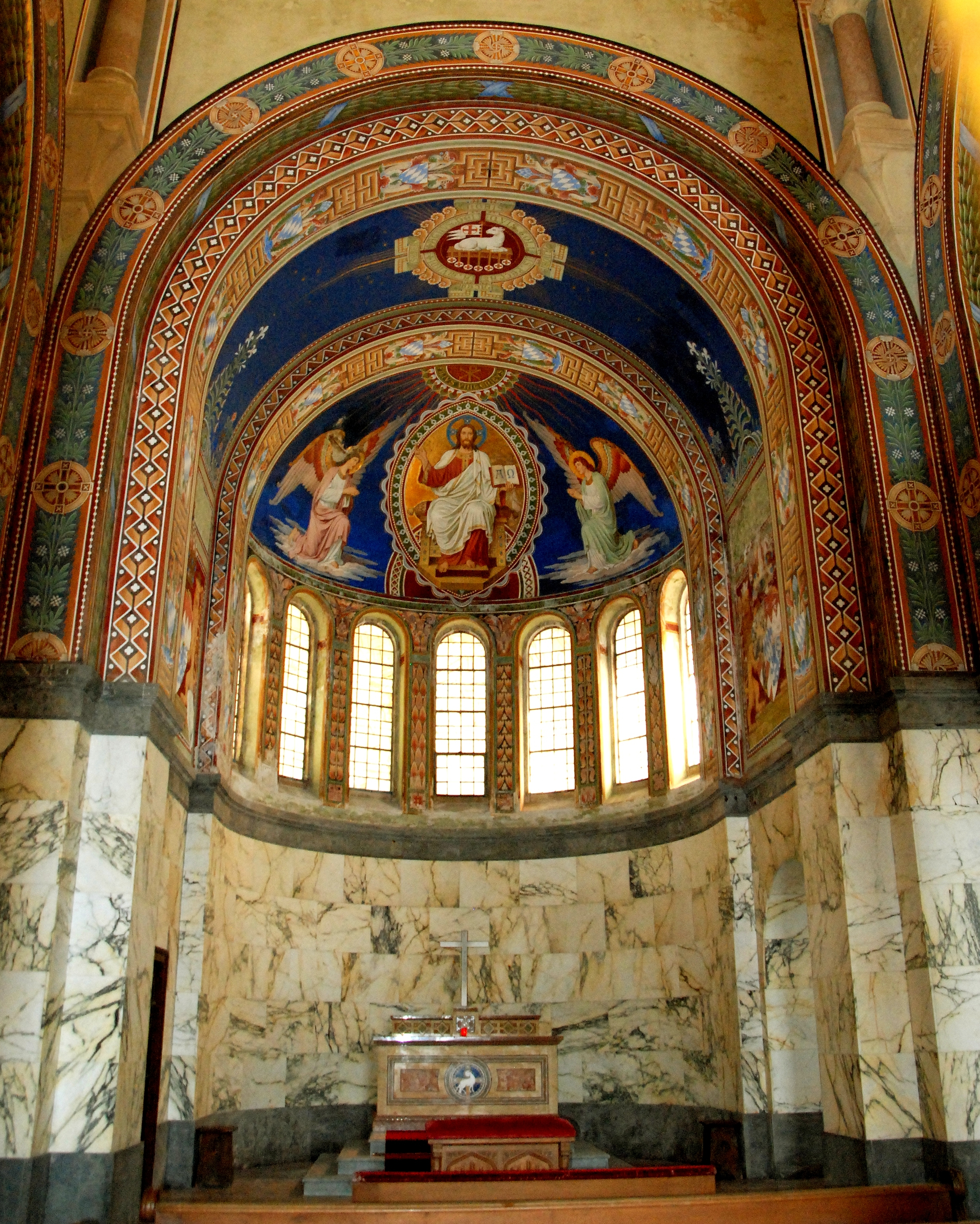
Capela votivă, interior

### Secolul al XX-lea până în prezent
Din nefericire, vizitatorii expoziției au furat o mulțime de suveniruri la acea vreme. Acest fapt și izbucnirea Primului Război Mondial au însemnat sfârșitul muzeului în 1914.
În anul 1939, castelul a fost declarat monument. Până atunci, nici exteriorul,  nici interiorul nu fusese schimbat, fiind constatat de valoare istorică ridicată. Un bombardament aerian în timpul celui de al Doilea Război Mondial a deteriorat părți ale castelului. Imediat după război, castelul a fost folosit de militarii americani. După plecarea lor, daunele provocate de război, în special pe turnurile de colț au fost reparate din 1949 până în 1951, iar castelul a fost complet renovat după ce interiorul fusese afectat grav de o pagubă de apă cauzată de americani. Dar apa a distrus clădirea patrimonială atât de profund, încât a fost chiar amenințată de demolare. În timpul renovării consecutive, turnurile de colț, crenelele și fațada neo-gotică au fost îndepărtate, iar starea de origine inițială a fost restaurată prin rame de ferestre pictate în stil baroc. Nimic  din interior mai amintește de vremea lui Ludovic. Doar capela castelului a rămas neschimbată.

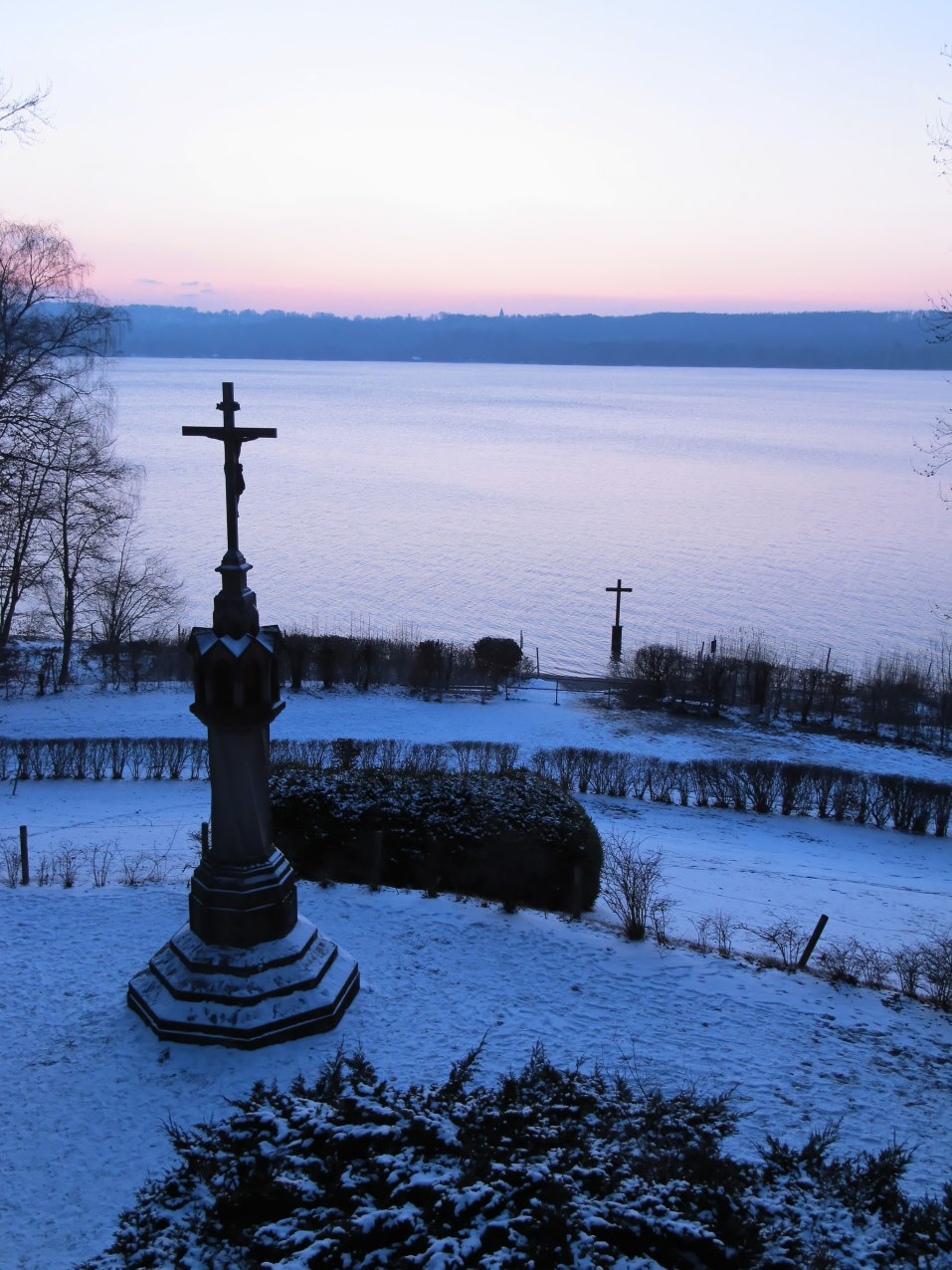
Crucea comemorativă în lac

Astăzi castelul se află în proprietatea familiei Wittelsbach. A servit ca reședință principală lui Albrecht, Duce de Bavaria până la moartea sa în 1996 și de atunci drept reședință de vară pentru fiul său Franz, Duce de Bavaria. Din acest motiv, vizitatori publici nu au acces. Între timp, exponatele rămase care fuseseră expuse odinioară în muzeu sunt prezentate în alte expoziții. 
De vizitat sunt, o capelă votivă ridicată în memoria regelui și în fața ei o cruce de lemn în apa puțin adâncă de pe mal, acolo unde a fost găsit mortul. Luitpold, Prinț Regent al Bavariei a pus piatra de temelie pentru construcția acestei capele la 10 ani de la moartea regelui în iunie 1896. Patru ani mai târziu, biserica, construită în stil neoromanic, a fost inaugurată. A fost proiectată de arhitectul regal Julius Hofmann (1840-1896).
Referințe pentru articol: